# Pont de Bongor
Le pont de Bongor encore appelé pont sur le Logone est un pont en construction entre le Cameroun (Yagoua) et le Tchad (Bongor).   
La construction a commencé en 2020 et s'achève en 2023. Ce pont soulage celui de Kousseri qui est longtemps resté le seul pont entre les deux pays.  

## Histoire
Le groupement Razel-Bec a été retenu pour exécuter la construction de ce pont sur une durée de 36 mois.
La pose de la première pierre date du 27 février 2020 avec les président Idriss Deby Itno et premier ministre Joseph Dion Ngute. La construction se poursuit jusqu'en janvier 2023. 

## Description
| \| 500 km1:16 991 000 \| 1ier Pont (1830 m) 2ième Pont (756 m) Mungo (400 m) Pt Allemand (? m) Edéa (??? m) Ebebda (1020 m) Dibamba (??? m) Nyong (??? m) Kousseri (230 m) Benoué (405 m) Natchigal (??? m) Cross River(1500 m) Touraké(140 m) Bongor (600 m) |
| 500 km1:16 991 000 |

| Ponts existants                                              |
| Ponts en chantier/projet                                     |
| (1911, 1020 m) (Année de construction, longueur (en mètres)) |

Le pont sur le Logone est long de plus de 600 mètres. Il coute 92 milliards FCFA. 
Deux routes de raccordement relient le pont aux réseaux routiers de part et d'autre. Le financement provient du Cameroun, du Tchad, de la Banque africaine de développement, du Fonds africain de développement, de l’Union européenne et du Fonds d’assistance technique des pays à revenu intermédiaire,.